# Ziri Hammar
Ziri Hammar (Akbou, 25 luglio 1992) è un calciatore algerino, centrocampista dell'Al-Salt.

## Carriera

### Club
Ha giocato in Ligue 1 con il Nancy; dal 2013 gioca nella massima serie turca. Nella stagione 2014-2015 gioca in Ligue 2 con l'Arles-Avignon, squadra con cui realizza anche il suo primo gol in carriera in competizioni professionistiche. Negli anni seguenti ha giocato con vari club nella prima divisione algerina.

### Nazionale
Nel 2009 ha giocato un Mondiale Under-17. In seguito ha giocato anche nelle nazionali giovanili algerine Under-18 ed Under-23.

## Palmarès

### Club

#### Competizioni nazionali
- Supercoppa d'Algeria: 1

USM Alger: 2016